# 1141 Bohmia
Az 1141 Bohmia (ideiglenes jelöléssel 1930 AA) a Naprendszer kisbolygóövében található aszteroida. Max Wolf fedezte fel 1930. január 4-én, Heidelbergben.